# Asepalum eriantherum
Asepalum es un género monotípico de plantas fanerógamas perteneciente a la familia Orobanchaceae, antes incluida en Scrophulariaceae. Su única especie: Asepalum eriantherum, es originaria de África oriental.

## Descripción
Es un arbusto que alcanza un tamaño de 0,5-2 (-3) m de altura; corteza de color gris pálido o blanco, despegándose en tiras fibrosas delgadas; loa tallos jóvenes densamente cubiertos de pelos adpresos con bases gruesas y con glándulas. Hojas en su mayoría agrupadas, pero opuesto o subopuestas en los brotes jóvenes, carnoso, de 5-12 (-25) x 1,5-5 (-8) mm, obovadas o oblanceolada, con pelos aplanados dispersas e insertadas en un cojín multicelular planteado, hojas muy jóvenes con glándulas. Flores generalmente agrupadas en las ramas de mayor edad, pero solitarias y axilares en las ramas más jóvenes; pedicelos de 5-6.5 mm de largo, glabras o con algunos pelos dispersos; brácteas oblanceolados, de hasta 2 mm de largo; bractéolas 7-9 x 6,5-8 mm en flor, ampliamente oblongas a circulares,  de color verde claro con un borde de color púrpura, se unen en la base, con la ampliación de la fruta hasta 12-16 x 9-14 mm. Corola de color blanco o rosado, de 1.4 a 1.7 cm de largo. Fruto aplanado fuertemente con un ala estrecha y una cresta engrosada oblicua en cada mitad, por lo general con la base persistente en la parte superior.

## Taxonomía
Asepalum eriantherum fue descrita por (Vatke) Marais y publicado en Kew Bulletin 35: 809, fig. 3. 1981.
Sinonimia
- Cyclocheilon eriantherum (Vatke) Engl.
- Cyclocheilon eriantherum var. decurrens Chiov.
- Cyclocheilon minutibracteolatum Engl.
- Tinnea erianthera Vatke[3]